# Gunnar Julin
Gunnar Julin, född 11 oktober 1949 i Sala, är en svensk dirigent och organist.
Julin var 2002–2018 director musices vid Kungliga Tekniska högskolan i Stockholm och dirigent för KTH:s Akademiska Kapell samt ansvarig för kurser i musik.
Gunnar Julin är utbildad vid Kungliga Musikhögskolan med bland andra Siegfried Naumann och Eric Ericson som lärare. På 1970-talet ledde Gunnar Julin Upplands Nations Kammarkör i Uppsala (den kör som senare omvandlades till Uppsala vokalensemble). Som mångårig kyrkomusiker i S:t Matteus kyrka i Stockholm ledde han S:t Matteus församlings symfoniorkester och kör.

## Diskografi
- Bach, Franck, Guilmant, Mendelssohn, Sjöblom (2006)